# 津久見湾
津久見湾（つくみわん）は、大分県津久見市にある湾。

## 概要
大分県南部の豊後水道に面するリアス式海岸にあり、東に向かって開いた湾で、北側を長目半島、南側を四浦半島に囲まれる。長目半島の延長線上には地無垢島、沖無垢島が浮かび、長目半島の南の津久見湾側には黒島 (大分県津久見市)が位置する。また、四浦半島の延長線上にはマグロ遠洋漁業の基地である保戸島が浮かぶ。また、湾内にはカタクチイワシなどが見られ、これらを狙ってか頻繁に数種類のイルカが回遊している。
湾の三方は馬蹄形に山地に取り囲まれ、そこから小河川の青江川、津久見川などが湾にが注ぎ、湾奥の西側沿岸には津久見市の市街地が形成されている。また、市街地先の海岸には津久見港が位置するとともに、その北側の沿岸部には太平洋セメント大分工場が立地し、セメントの積み出し施設が建設されている。
北部及び南部の沿岸、黒島が日豊海岸国定公園に指定されており、その周囲も豊後水道県立自然公園に指定されている。

## 湾内の島
- 地無垢島 - 津久見港の北東約16km。
- 沖無垢島 - 無人島。津久見港の北東約16km。
- 黒島 (大分県津久見市) - 無人島。長目半島長目地区伊崎の南方約200m。
- 沖吉島 - 無人島。四浦半島の東約200m。
- 保戸島 - 津久見港の北東約14km。面積約86ha（0.86km2）、周囲約4km。